# Borel (månekrater)
Borel er et nedslagskrater på Månen. Det befinder sig på Månens forside i den sydøstlige del af Mare Serenitatis. Det er opkaldt efter den franske matematiker og politiker F.E.E. Borel (1871 – 1956).
Navnet blev officielt tildelt af den Internationale Astronomiske Union (IAU) i 1976.
Før det blev omdøbt af IAU, hed dette krater "Le Monnier C".

## Omgivelser
Nordøst for Borel ligger Le Monnierkrateret.

## Karakteristika
Borel er et nogenlunde cirkulært, skålformet krater med indre vægge, som skråner ned mod dets midtpunkt. Det indre har højere albedo end det omgivende mørke mare.

## Måneatlas
- Billeder af Borelkrateret i LPI-måneatlasset